# 日本映画撮影監督協会
協同組合日本映画撮影監督協会（にほんえいがさつえいかんとくきょうかい、英: Japanese Society of Cinematographers）は、劇場用映画や映像作品を手がける撮影監督・撮影技師、映像作品の撮影および収録業務の従事者で構成する日本の職能団体、事業協同組合である。

## 概要

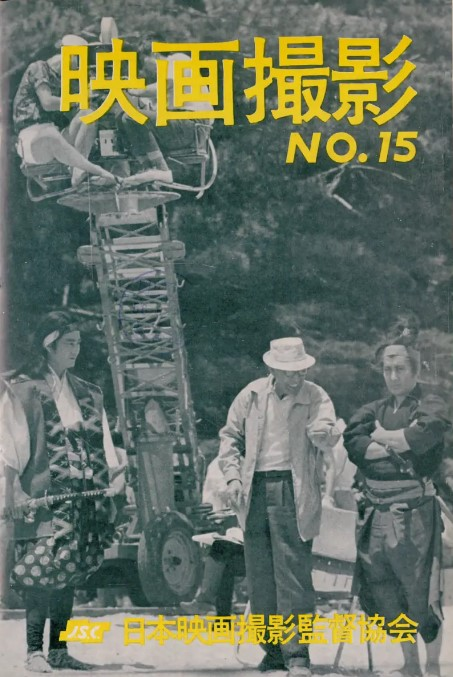
機関誌『映画撮影』

目的は、撮影技術の向上と所属会員の社会的・経済的地位の向上としている。主たる事務所の所在地は東京都世田谷区成城。映画のクレジットには会員名の後にJ.S.C.と表記する。
日本映画監督協会、日本映画テレビ照明協会、日本映画・テレビ録音協会、日本映画・テレビ美術監督協会、日本映画テレビ編集協会、日本映画・テレビスクリプター協会とともに日本映像職能連合を構成、団体加盟し、これとは別に日本映画監督協会以外のこれら5団体とで日本映画メインスタッフ連合会を構成、これに加盟する。さらに著作者団体協議会、映像関連団体連絡会にも加盟団体として加盟する。

## 略歴
- 1954年（昭和29年） - 前身の日本映画撮影者倶楽部創立、長井信一を幹事長とする（1969年まで）
- 1956年（昭和31年） - 三浦賞設置
- 1960年（昭和35年） - 日本映画撮影監督協会に改称
- 1962年（昭和37年） - 1月20日、機関誌『映画撮影』を創刊[1]
- 1969年（昭和44年） - 協同組合に改編
- 1992年（平成 4年） - J.S.C.賞設置
- 1999年（平成11年） - 青年部設置
- 2004年（平成16年） - 撮影助手育成塾開設

## 歴代理事長
| 代 | 理事長     | 在任期間        |
| -- | ---------- | --------------- |
| 1  | 三村明     | 1961年 - 1978年 |
| 2  | 楠田浩之   | 1978年 - 1981年 |
| 3  | 高村倉太郎 | 1981年 - 2002年 |
| 4  | 兼松熈太郎 | 2002年 - 2019年 |
| 5  | 浜田毅     | 2019年 - 現任   |

## 三浦賞
1956年に亡くなった三浦光雄の功績をして同年に制定。三浦が新人育成に注力していたことから、毎年優れた撮影技術を示した劇場用映画の新人撮影監督を顕彰する。
| 回     | 年度   | 受賞作品                          | 受賞者       | 備考   |
| ------ | ------ | --------------------------------- | ------------ | ------ |
| 第1回  | 1957年 | 四十八歳の抵抗                    | 中川芳久     |        |
| 第2回  | 1958年 | 巨人と玩具                        | 村井博       |        |
| 第3回  | 1959年 | 野火                              | 小林節雄     |        |
| 第4回  | 1960年 | 太陽の墓場                        | 川又昂       |        |
| 第5回  | 1961年 | 黒い画集・ある遭難                | 黒田徳三     |        |
| 第6回  | 1962年 | 秋津温泉                          | 成島東一郎   |        |
| 第7回  | 1963年 | 該当作品なし                      | 該当作品なし |        |
| 第8回  | 1964年 | 該当作品なし                      | 該当作品なし |        |
| 第9回  | 1965年 | 霧の旗                            | 高羽哲夫     |        |
| 第10回 | 1966年 | 大魔神                            | 森田富士郎   |        |
| 第11回 | 1967年 | 惜春                              | 竹村博       |        |
| 第12回 | 1968年 | さらばモスクワ愚連隊              | 福沢康道     |        |
| 第13回 | 1969年 | 栄光への5000キロ                  | 金宇満司     |        |
| 第14回 | 1970年 | 該当作品なし                      | 該当作品なし |        |
| 第15回 | 1971年 | 誰のために愛するか                | 原一民       |        |
| 第16回 | 1972年 | 約束                              | 坂本典隆     |        |
| 第17回 | 1973年 | 該当作品なし                      | 該当作品なし |        |
| 第18回 | 1974年 | 該当作品なし                      | 該当作品なし |        |
| 第19回 | 1975年 | 該当作品なし                      | 該当作品なし |        |
| 第20回 | 1976年 | 該当作品なし                      | 該当作品なし |        |
| 第21回 | 1977年 | 八甲田山                          | 木村大作     |        |
| 第22回 | 1978年 | 該当作品なし                      | 該当作品なし |        |
| 第23回 | 1979年 | 四季・奈津子                      | 川上皓市     |        |
| 第24回 | 1980年 | 該当作品なし                      | 該当作品なし |        |
| 第25回 | 1981年 | 該当作品なし                      | 該当作品なし |        |
| 第26回 | 1982年 | 蒲田行進曲                        | 北坂清       |        |
| 第27回 | 1983年 | 該当作品なし                      | 該当作品なし |        |
| 第28回 | 1984年 | おはん                            | 五十畑幸勇   |        |
| 第29回 | 1985年 | 花いちもんめ                      | 井口勇       |        |
| 第30回 | 1986年 | 該当作品なし                      | 該当作品なし |        |
| 第31回 | 1987年 | 瀬戸内少年野球団・最後の楽園      | 羽方義昌     |        |
| 第32回 | 1988年 | 嵐ヶ丘                            | 林淳一郎     | 奨励賞 |
| 第32回 | 1988年 | 帝都物語                          | 中堀正夫     | 奨励賞 |
| 第33回 | 1989年 | モダーンズ                        | 栗田豊通     |        |
| 第34回 | 1990年 | さらば愛しのやくざ                | 東原三郎     |        |
| 第35回 | 1991年 | 該当作品なし                      | 該当作品なし |        |
| 第36回 | 1992年 | 該当作品なし                      | 該当作品なし |        |
| 第37回 | 1993年 | クレープ                          | 石井浩一     |        |
| 第38回 | 1994年 | 毎日が夏休み                      | 柴崎幸三     |        |
| 第39回 | 1995年 | 該当作品なし                      | 該当作品なし |        |
| 第40回 | 1996年 | 絵の中の僕の村                    | 清水良雄     |        |
| 第41回 | 1997年 | 私たちが好きだったこと            | 石井勲       |        |
| 第42回 | 1998年 | HANA-BI                           | 山本英夫     |        |
| 第43回 | 1999年 | M/OTHER                           | 猪本雅三     |        |
| 第44回 | 2000年 | 該当作品なし                      | 該当作品なし |        |
| 第45回 | 2001年 | いちばん美しい夏                  | 早野嘉伸     |        |
| 第46回 | 2002年 | 該当作品なし                      | 該当作品なし |        |
| 第47回 | 2003年 | ドッペルゲンガー                  | 水口智之     |        |
| 第48回 | 2004年 | ジョゼと虎と魚たち                | 蔦井孝洋     |        |
| 第49回 | 2005年 | 該当作品なし                      | 該当作品なし |        |
| 第50回 | 2006年 | 天使の卵                          | 中澤正行     |        |
| 第51回 | 2007年 | 該当作品なし                      | 該当作品なし |        |
| 第52回 | 2008年 | 実録・連合赤軍 あさま山荘への道程 | 辻智彦       |        |
| 第54回 | 2010年 | パーマネント野ばら                | 近藤龍人     |        |
| 第55回 | 2011年 | 冷たい熱帯魚                      | 木村信也     |        |
| 第56回 | 2012年 | 終の信託                          | 寺田緑郎     |        |
| 第57回 | 2013年 | 共喰い                            | 今井孝博     |        |
| 第58回 | 2014年 | 神様のカルテ2                     | 山田康介     |        |
| 第59回 | 2015年 | 0.5ミリ                           | 灰原隆裕     |        |
| 第60回 | 2016年 | 劇場版 MOZU                       | 江崎朋生     |        |
| 第61回 | 2017年 | ママ、ごはんまだ?                 | 向後光徳     |        |
| 第62回 | 2018年 | 花筐/HANAGATAMI                   | 三本木久城   |        |
| 第63回 | 2019年 | 生きてるだけで、愛。              | 重森豊太郎   |        |
| 第64回 | 2020年 | ミッドナイトスワン                | 伊藤麻樹     |        |
| 第65回 | 2021年 | 由宇子の天秤                      | 野口健司     |        |
| 第66回 | 2022年 | 弟とアンドロイドと僕              | 儀間眞悟     |        |
| 第67回 | 2023年 | 春に散る                          | 加藤航平     |        |

## J.S.C.賞
1992年に制定。三浦賞と異なり、劇場用映画以外の文化（短編作品や記録、テレビ番組、ドキュメンタリー、PRなど）で、成果をあげた撮影監督を顕彰する。社会的貢献度や業績をもとに選定される。
| 回     | 年度   | 受賞作品                                    | 受賞者                 | 備考           |
| ------ | ------ | ------------------------------------------- | ---------------------- | -------------- |
| 第1回  | 1992年 | AURORA                                      | 荒木泰                 |                |
| 第1回  | 1992年 | にんぎょう                                  | 小林治                 |                |
| 第1回  | 1992年 | 阿賀に生きる                                | 小林茂                 |                |
| 第2回  | 1993年 | 世界の車窓から                              | 河村正敏               |                |
| 第2回  | 1993年 | 小さな羽音                                  | 原正                   |                |
| 第3回  | 1994年 | 匠                                          | 田代啓史               |                |
| 第3回  | 1994年 | 音のない時を刻んで                          | 高橋秀志               | 特別審査委員賞 |
| 第4回  | 1995年 | 書かれた顔                                  | ビスタレナード・ベルタ |                |
| 第4回  | 1995年 | 奈緒ちゃん                                  | 瀬川順一               | JSC特別賞      |
| 第5回  | 1996年 | SAWADA                                      | 堀田泰寛               |                |
| 第5回  | 1996年 | 私の中の他人                                | 服部康夫               |                |
| 第5回  | 1996年 | おばんざい歳時記                            | 奥村祐治               | 技能賞         |
| 第5回  | 1996年 | 生き物地球紀行                              | 森信幸                 | 技能賞         |
| 第5回  | 1996年 | 生き物地球紀行                              | 須永寿行               | 技能賞         |
| 第6回  | 1997年 | ナージャの村                                | 一之瀬正史             |                |
| 第6回  | 1997年 | シシリムカのほとりで                        | 澤幡正範               | スピリット賞   |
| 第7回  | 1998年 | ニホンザル モズ                             | 加藤孝                 | スピリット賞   |
| 第7回  | 1998年 | 大海原の突きん棒漁                          | 日昔吉邦               | スピリット賞   |
| 第8回  | 1999年 | 長江                                        | 吉村隆                 |                |
| 第8回  | 1999年 | 白神山地 －いのち輝く森－                   | 水上正夫               | 奨励賞         |
| 第9回  | 2000年 | 移住・31年目の乗船名簿                      | 益子広司               |                |
| 第9回  | 2000年 | 告別                                        | 稲垣涌三               |                |
| 第10回 | 2001年 | 初めての狩り－鷹匠の親子                    | 鈴木亘                 | 奨励賞         |
| 第11回 | 2002年 | ムツばあさん花物語                          | 百崎満晴               |                |
| 第11回 | 2002年 | 日本心中                                    | 辻智彦                 | 審査員特別賞   |
| 第12回 | 2003年 | 味                                          | 堀田泰寛               | 特別賞         |
| 第13回 | 2004年 | こんばんは                                  | 川越道彦               |                |
| 第14回 | 2005年 | 心の杖として、鏡として                      | 高橋愼二               | 努力賞         |
| 第14回 | 2005年 | Little birds イラク戦火の家族達             | 錦井健陽               | 特別賞         |
| 第15回 | 2006年 | 該当作品なし                                | 該当作品なし           |                |
| 第16回 | 2007年 | 該当作品なし                                | 該当作品なし           |                |
| 第17回 | 2008年 | 該当作品なし                                | 該当作品なし           |                |
| 第18回 | 2009年 | バオバブの記憶                              | 一之瀬正史             |                |
| 第19回 | 2010年 | 祝(ほうり)の島                              | 大久保千津             |                |
| 第20回 | 2011年 | 仁淀川〜知られざる青の世界                  | 世宮大輔               |                |
| 第21回 | 2012年 | オロ                                        | 津村和比古             |                |
| 第22回 | 2013年 | 標的の村                                    | 寺田俊樹               |                |
| 第23回 | 2014年 | 魂のリアリズム 画家 野田弘志                | 清水良雄               |                |
| 第24回 | 2015年 | 風の波紋                                    | 松根広隆               |                |
| 第25回 | 2016年 | 3人のヤマトナデシコ〜ただ勝利のためでなく〜 | 樋口耕平               |                |
| 第26回 | 2017年 | 生きとし生けるもの                          | 今津秀邦               |                |
| 第27回 | 2018年 | カキと森と長靴と                            | 上泉美雄               |                |
| 第28回 | 2019年 | 該当作品なし                                | 該当作品なし           |                |
| 第29回 | 2020年 | 餅ばあちゃんの物語                          | 阿部崇人               |                |
| 第30回 | 2021年 | くじらびと                                  | 石川梵                 |                |
| 第31回 | 2022年 | 荒野に希望の灯をともす                      | 谷津賢二               |                |
| 第32回 | 2023年 | オレの記念日                                | 池田俊己               |                |